# Oenochlora patrocinatus
Oenochlora patrocinatus är en fjärilsart som beskrevs av Lucas 1900. Oenochlora patrocinatus ingår i släktet Oenochlora och familjen mätare. Inga underarter finns listade i Catalogue of Life.